# فرانک من
فرانک من (انگلیسی: Frank Mann (footballer)؛ ۱۷ مارس ۱۸۷۸ – ژوئیه ۱۹۶۶) یک بازیکن فوتبال اهل بریتانیا بود.
از باشگاه‌هایی که در آن بازی کرده‌است می‌توان به منچستر یونایتد، منچستر سیتی، هادرسفیلد تاون، و استون ویلا اشاره کرد.